# Mariana Sansón Argüello
Mariana Sansón Argüello (6 de junio de 1918 – 6 de mayo de 2002) fue una de las primeras mujeres referentes dentro de la poesía nicaragüense. Su poesía, de corte personal y metafísico, está reconocida como un ejemplo del surrealismo hispanoamericano.
Mariana Sansón Argüello nació en León, Nicaragua. Sus padres fueron Don Joaquín Sansón Balladares -   sobrino carnal de la  Presidente de la Liga Feminista de NIcaragua,   Angélica Balladares de Arguello Vargas y de Doña Evangelina Argüello Prado.   Estudió en La Asunción de León. Se casó con Eduardo Argüello Cervantes. Tras la muerte de su marido, contrajo segundas nupcias con el Dr. Edgardo Buitrago Buitrago.
Mariana Sansón, al igual que la mayoría de artistas del periodo de Renacentista en Italia, era una artista completa. Fue una poeta , escritora, pintora, diseñadora de ropa y artista plástico. Fue la primera mujer en Nicaragua que formó parte de la Academia Nicaragüense de la Lengua. Asimismo era una renombrada profesora de arte.
Algunos de sus libros publicados son Poemas, Horas y sus Voces, y Zoológico Fantástico.

## Traducciones
- Francesco Sensidoni